# John Compton (attore)
John Compton Tolley (Lynchburg, 21 giugno 1923 – Los Angeles, 12 maggio 2015) è stato un attore statunitense.

## Biografia
Nativo del Tennessee, figlio del distillatore Lem Tolley ed Ethel Compton, nel 1943 lasciò la sua città natale e andò a Hollywood con la speranza di diventare attore. Dopo aver fatto il lavapiatti in un ristorante trovò lavoro come centralinista alla Columbia Pictures pagando 100 dollari per recitare in una piccola parte (un caporale) in C'è sempre un domani. Con il film successivo, Il romanzo di Mildred, dove interpretava Ted Forrester, iniziò a farsi conoscere e a comparire in altri film e in spettacoli teatrali a New York.
Partecipò inoltre a una ventina di serie televisive, ottenendo nel 1959 un ruolo da protagonista (Shannon) in The D.A.'s Man. Nei primi anni '60 abbandonò il mondo dello spettacolo per intraprendere (con successo) la carriera di promotore immobiliare a Laurel Canyon e sposandosi nel 1964 con Angela Hancock. Morì per cause naturali nel maggio del 2015 all'età di 91 anni

## Filmografia

### Cinema
- C'è sempre un domani (Pride of the Marines), regia di Delmer Daves (1945)
- Il romanzo di Mildred (Mildred Pearce), regia di Michael Curtiz (1945)
- Too Young to Know, regia di Frederick de Cordova (1945)
- Duello a S. Antonio (San Antonio), regia di David Butler (1945)
- Notte e dì (Night and Day), regia di Michael Curtiz (1946)
- Smarrimento (Nora Prentiss), regia di Vincent Sherman (1947)
- Notte di bivacco (Cheyenne), regia di Raoul Walsh (1947)
- Il ritorno di Jess il bandito (Jesse James Rides Again), regia di Fred C. Brannon e Thomas Carr (1947)
- Frecce avvelenate (Rock Island Trail), regia di Joseph Kane (1950)
- Lo zoo di vetro (The Glass Menagerie), regia di Irving Rapper (1950)
- Il sentiero degli Apaches (California Passage), regia di Joseph Kane (1950)
- I lancieri del Dakota (Oh! Susanna), regia di Joseph Kane (1951)
- Navy Bound, regia di Paul Landres (1951)
- Adventures of the Texas Kid: Border Ambush (1954)
- Francis in the Navy, regia di Arthur Lubin (1955)
- Duello al Passo Indio (Thunder Over Arizona), regia di Joseph Kane (1956)
- I dieci comandamenti (The Ten Commandments), regia di Cecil B. De Mille (1956)
- La legge del Signore (Friendly Persuasion), regia di William Wyler (1956)
- Fiamme sulla grande foresta (Spoilers of the Forest), regia di Joseph Kane (1957)

### Televisione
- CBS Television Workshop – serie TV, un episodio (1952)
- Armstrong Circle Theatre – serie TV, un episodio (1952)
- TV Reader's Digest – serie TV, episodi 2x01 (1955)
- Studio 57 – serie TV, un episodio (1955)
- Cisco Kid (The Cisco Kid) – serie TV, 2 episodi (1955)
- Alfred Hitchcock presenta (Alfred Hitchcock Presents) – serie TV, 2 episodi (1955-1956)
- La pattuglia della strada (Highway Patrol) – serie TV, un episodio (1956)
- Navy Log – serie TV, episodio 2x06 (1956)
- State Trooper – serie TV, un episodio (1957)
- Sally – serie TV, un episodio (1957)
- Official Detective – serie TV, un episodio (1957)
- Men of Annapolis – serie TV, episodio 1x25 (1957)
- Gunsmoke – serie TV, un episodio (1958)
- Il sergente Preston (Sergeant Preston of the Yukon) – serie TV, un episodio (1958)
- Colt .45 – serie TV, un episodio (1958)
- Richard Diamond (Richard Diamond, Private Detective) – serie TV, un episodio (1958)
- The Adventures of Jim Bowie – serie TV, un episodio (1958)
- Harbor Command – serie TV, episodio 1x32 (1958)
- Steve Canyon – serie TV, episodio 1x09 (1958)
- The D.A.'s Man – serie TV, 26 episodi (1959)
- Furia (Fury) – serie TV, 3 episodi (1959-1960)
- Men Into Space – serie TV, episodio 1x24 (1960)
- Surfside 6 – serie TV, episodio 1x24 (1961)
- The Real McCoys – serie TV, un episodio (1963)

## Doppiatori italiani
Nelle versioni italiane dei suoi film, John Compton è stato doppiato da:
- Pino Locchi in Lo zoo di vetro
- Gianfranco Bellini in I lancieri del Dakota